# 海牙事件
海牙事件（ハーグ事件）、法國駐荷蘭大使館遇襲事件（Prise d'otages de l'ambassade de France à La Haye）是1974年9月14日（当地时间9月13日）荷兰海牙发生的人质事件。这次事件中，日本赤军的奥平纯三、西川纯、和光晴生等三名成员封锁了法国驻荷兰大使馆并劫持大使为人质，要求法国政府释放日本赤军成员山田义昭。双方相持5天后，荷兰和法国政府答应了绑架犯的大部分要求。该犯罪团伙在当局满足他们的要求后，释放人质并坐飞机逃离荷兰前往南也门。
此次事件发生期间，巴黎一家咖啡馆遭到炸弹袭击，被认为与使馆危机有关。据说日本赤军最高干部重信房子也参与了本次事件。
事件的结局，三名主犯最终在叙利亚伏案。除了奥平纯三之外，其余二人都被判处无期徒刑，而日本赤军首脑重信房子被判有期徒刑20年。

## 背景
日本赤军是一个日本极左翼武装组织，致力于推翻日本政府和君主制，并发动一场世界性的革命。该组织在20世纪70年代实施了许多袭击和暗杀行动，包括这次事件三年前在特拉维夫的卢德国际机场扫射事件。

## 事件经过
1974年7月26日，日本赤军的山田义昭在巴黎奥利机场以“持有伪造美元”、“使用伪造护照”的嫌疑被逮捕。9月初，日本赤军试图夺回被扣留的山田，并指示奥平纯三、西川纯、和光晴生三人袭击海牙的法国驻荷兰大使馆，与法国当局就释放山田义昭进行谈判。
9月10日，三人在瑞士苏黎世会合，然后乘火车进入荷兰。
9月14日0时20分，三人持手枪和手榴弹闯入法国大使馆，将大使等11人监禁在大使办公室。
和光晴生等人挟持人质，在大使办公室闭门不出，除了要求法国政府释放山田义昭外，还要求当局提供用于逃脱的飞机以及100万美元的“精神损失费”。在此期间，劫持者与试图营救人质的荷兰警察发生枪战，两名警察中枪身负重伤，奥平纯三的右上臂也受了伤。
当地时间9月15日，隶属巴勒斯坦人民解放阵线（PFLP）的恐怖分子卡洛斯在巴黎制造了炸弹袭击，造成2人死亡，34人受伤，给法国当局带来了巨大的压力。
9月17日，经过谈判，荷兰政府支付了30万美元，法国政府释放了山田义昭，并准备好了绑架犯用于逃往国外的波音707飞机（法航班机，机身编号：F-BHSJ）。此外，由于事件的影响，荷兰方面不得不简化了当天朱莉安娜女王的“亲王日”游行活动安排。
9月18日上午6点7分，收到赎金和山田义昭消息的3人释放了所有人质，同日上午6点26分飞离史基浦机场。
随后，载有犯罪团伙的波音707飞往南也门，于当天下午2时05分降落在亚丁，但被南也门政府拒绝了投降的请求。在接受燃料补给后，飞机再次起飞。当晚10点，飞机在叙利亚大马士革机场降落，犯罪团伙同意放弃包括战利品30万美元在内的所有携带物品，向叙利亚当局投降。

## 后续
事件发生后，本次事件的策划和执行者们都被国际通缉，然而除了奥平纯三之外，其他人都已被捕、在当地被驱逐或投降并被收监。1975年3月5日，西川纯在斯德哥尔摩被捕，并被遣返回日本。和光晴生、奥平纯三、山田义昭参加了同年8月的吉隆坡事件，解救出了西川纯。奥平纯三在1976年9月23日于约旦被拘留，并被强制遣送回日本，但在1977年9月达卡日航机劫持事件中，与西川纯一起通过超法规措施而被释放。

## 判决
西川纯与和光晴生被判处无期徒刑。日本赤军最高干部重信房子否认自己参与了此次事件，并主张是解放巴勒斯坦人民阵线策划了此次事件。但她还是因涉嫌策划本次事件，被判处有期徒刑20年，于2022年5月28日刑满出狱。

## 事件相关图片
- 报道该事件的新闻片段

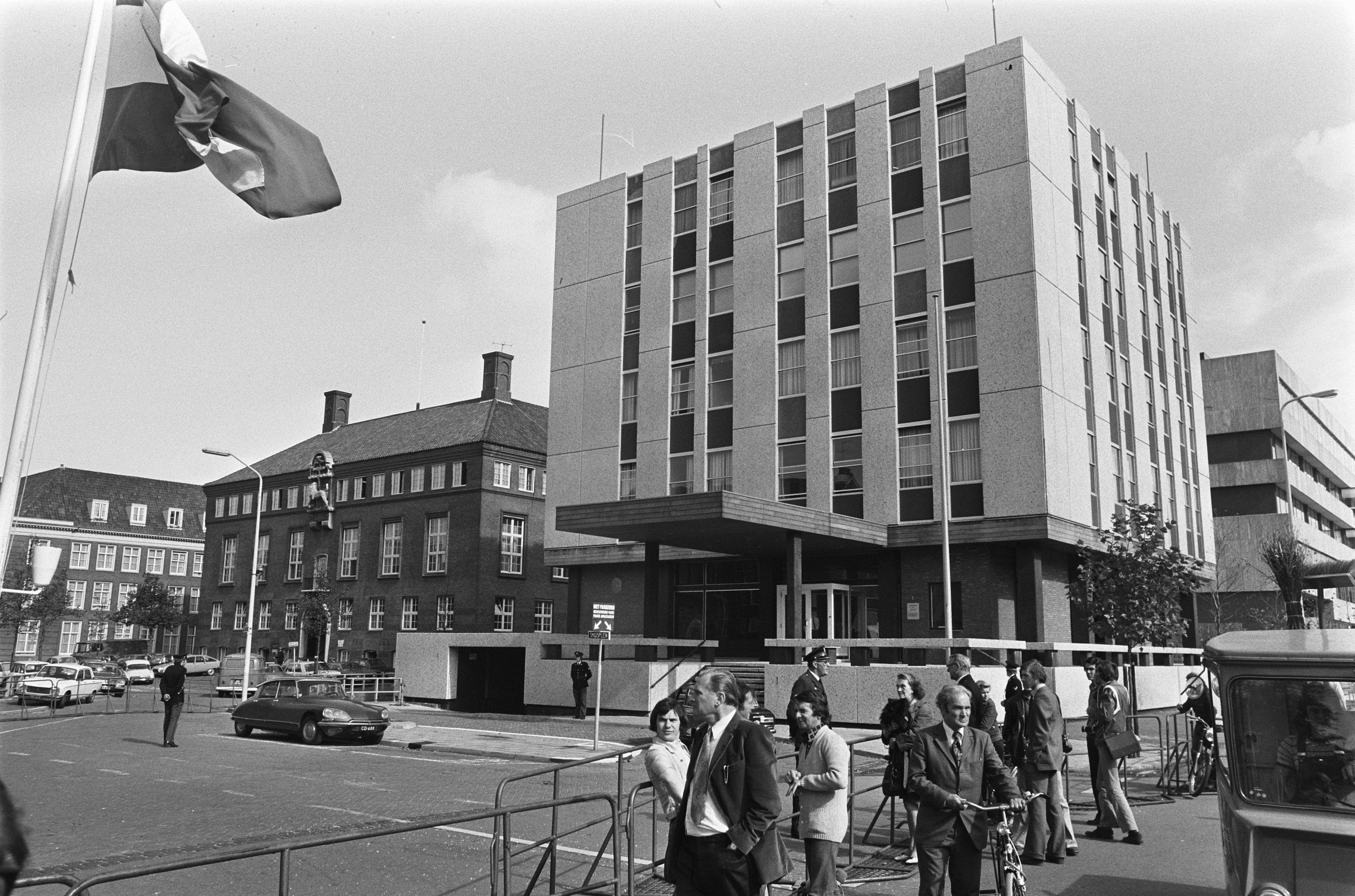
被占领的法国大使馆
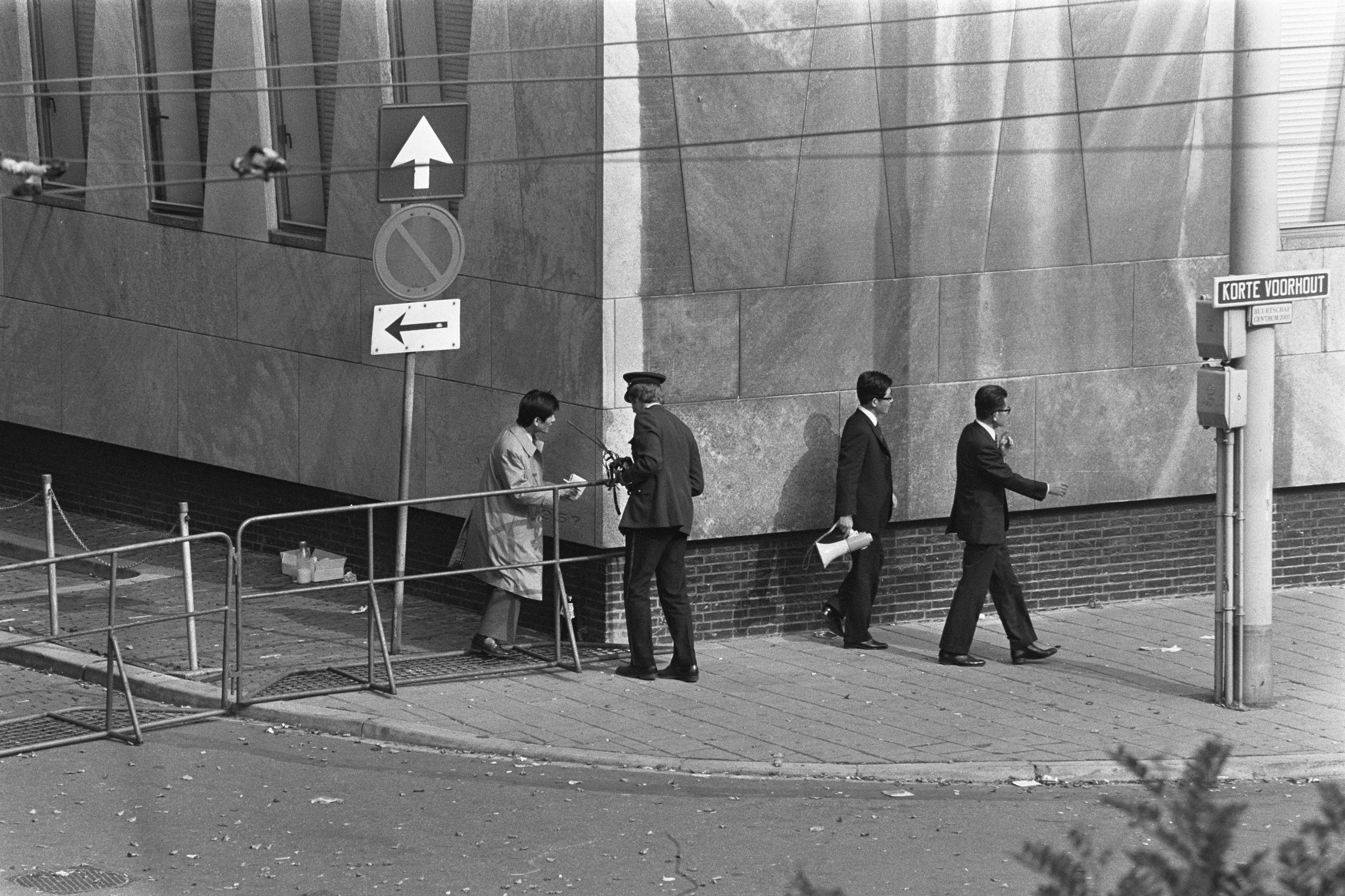
日本大使馆工作人员试图联系劫匪
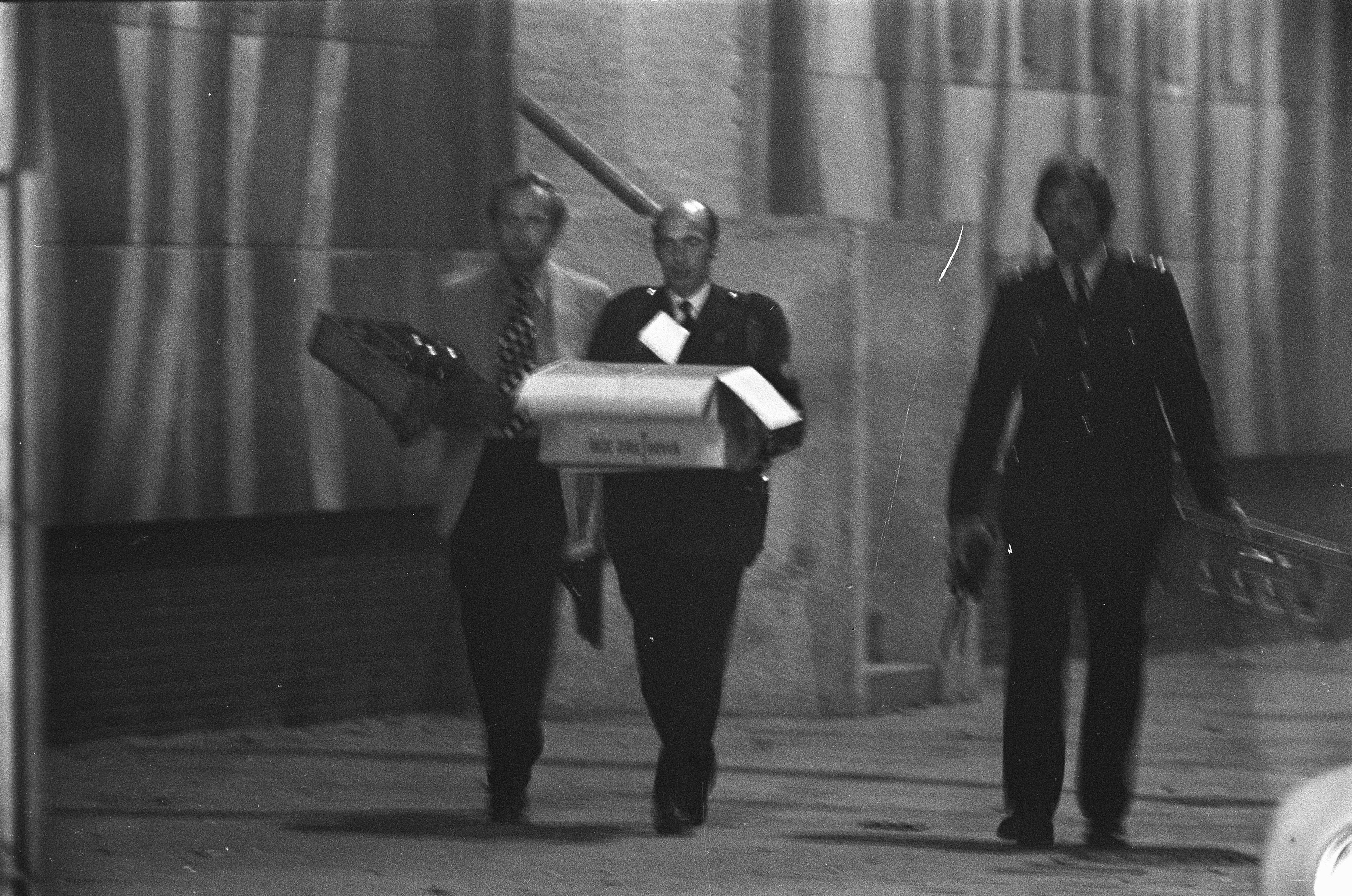
警察向人质运送食物
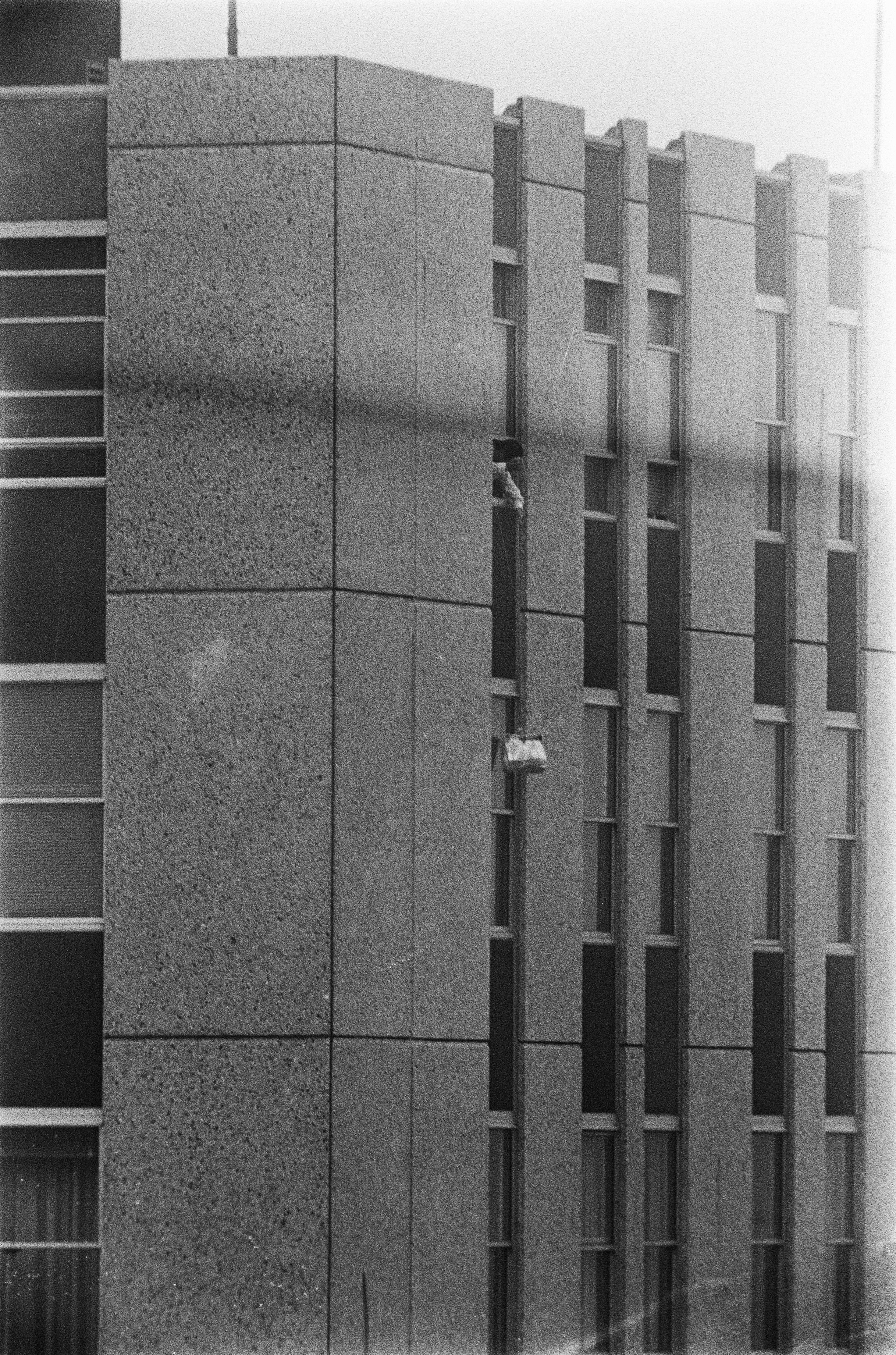
受到警察保护的使馆女性工作人员
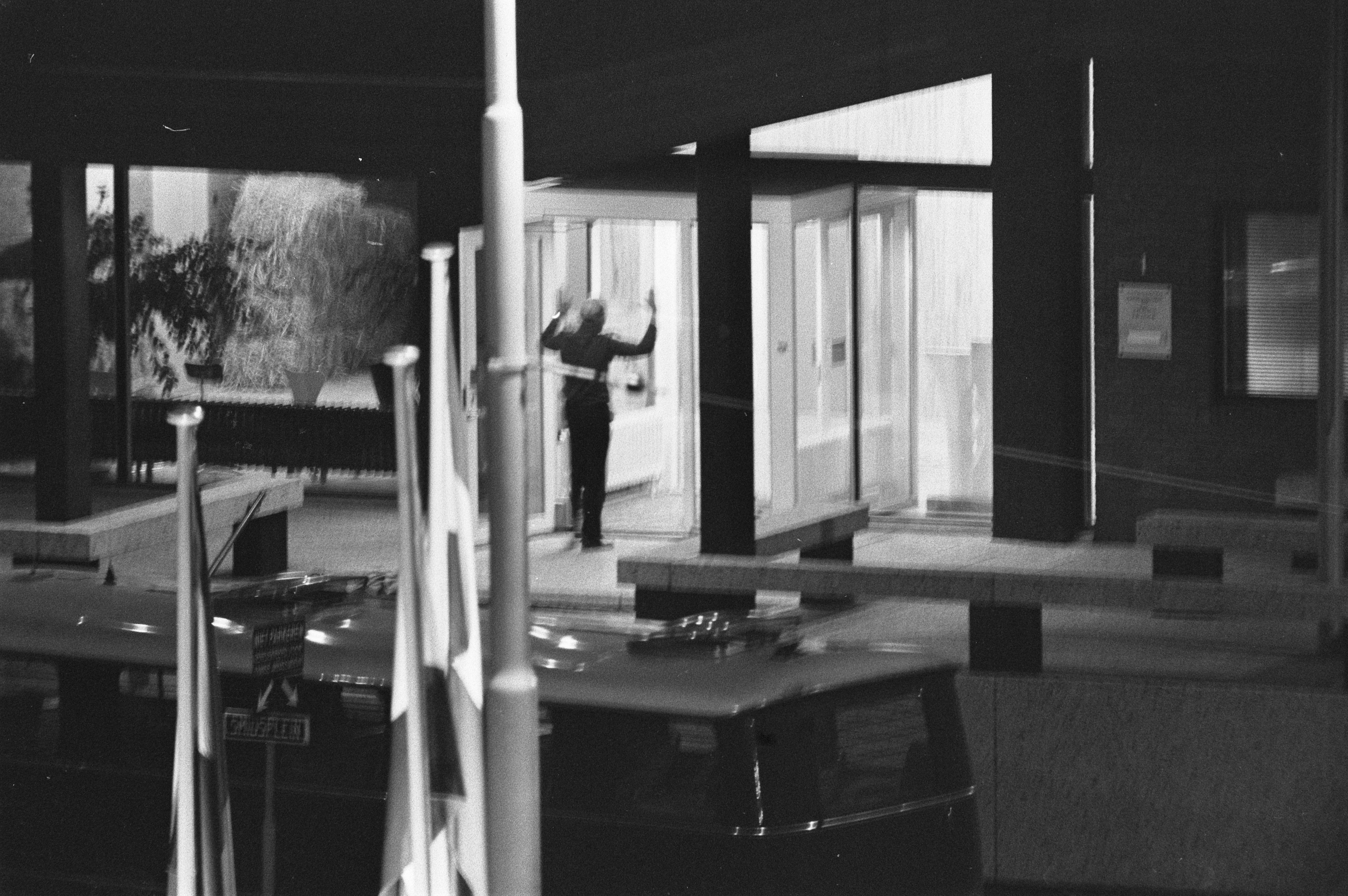
人质举着双手离开大使馆
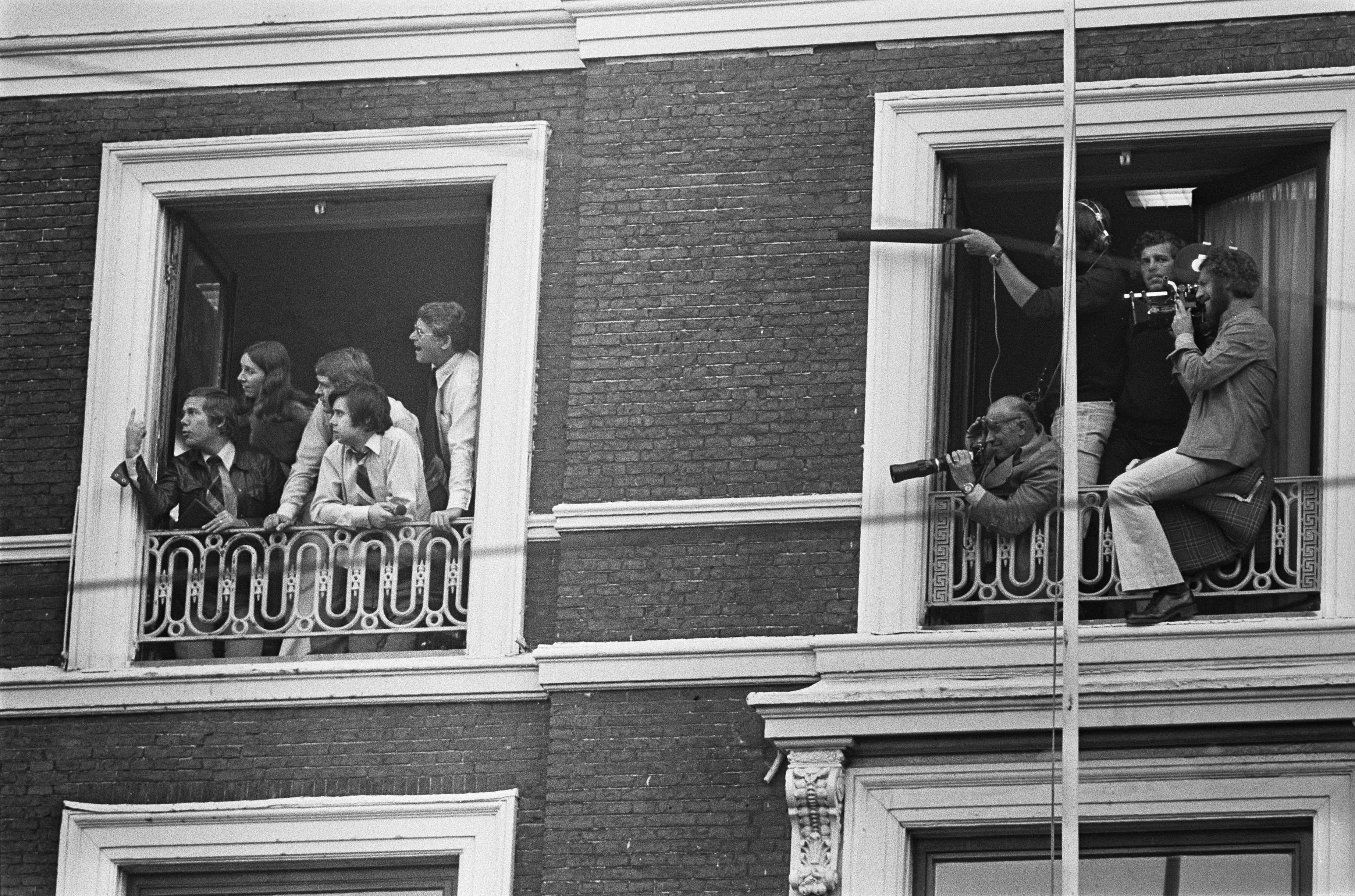
现场报道事件的记者们
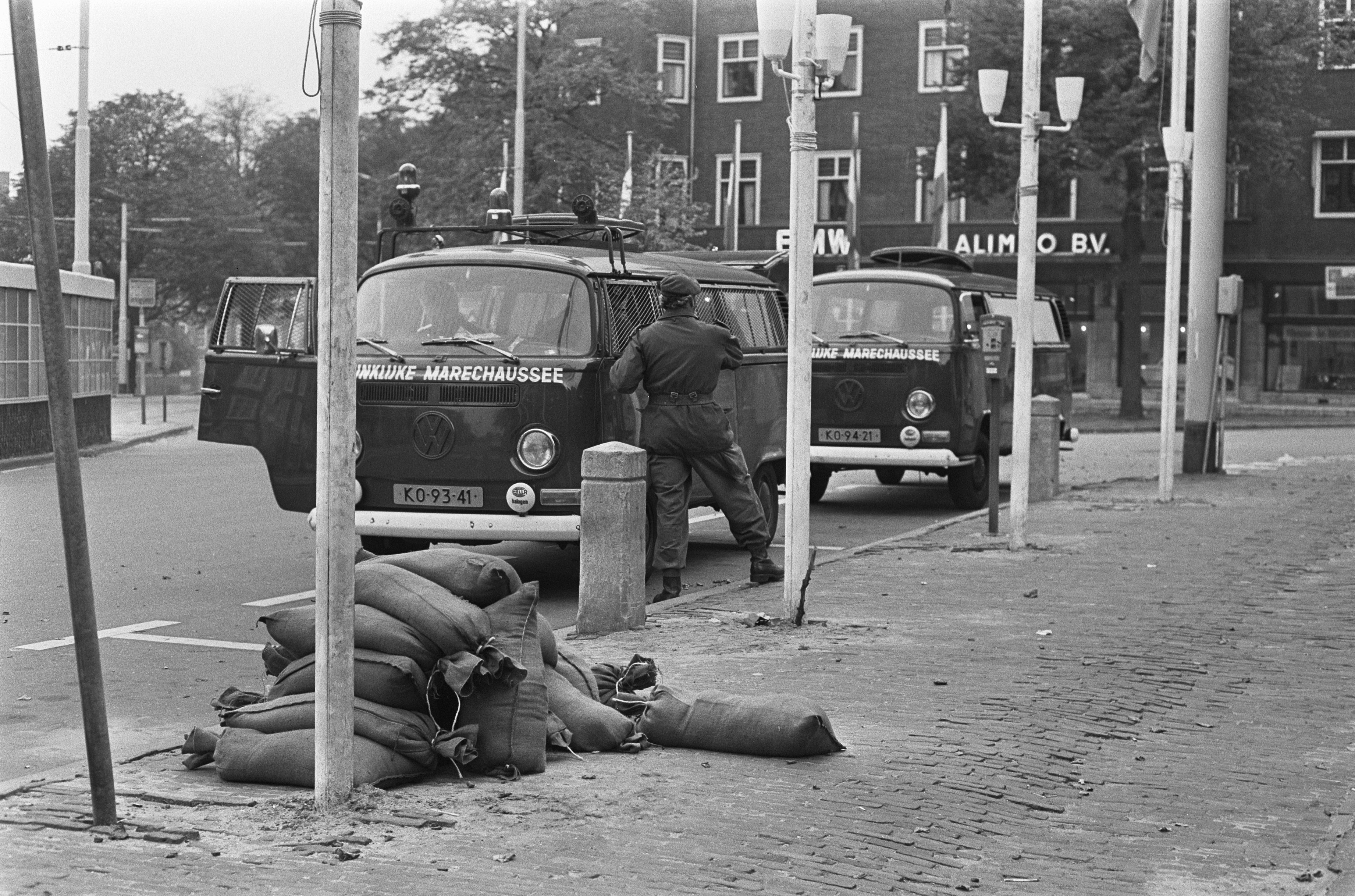
荷兰皇家宪兵队的车辆出动
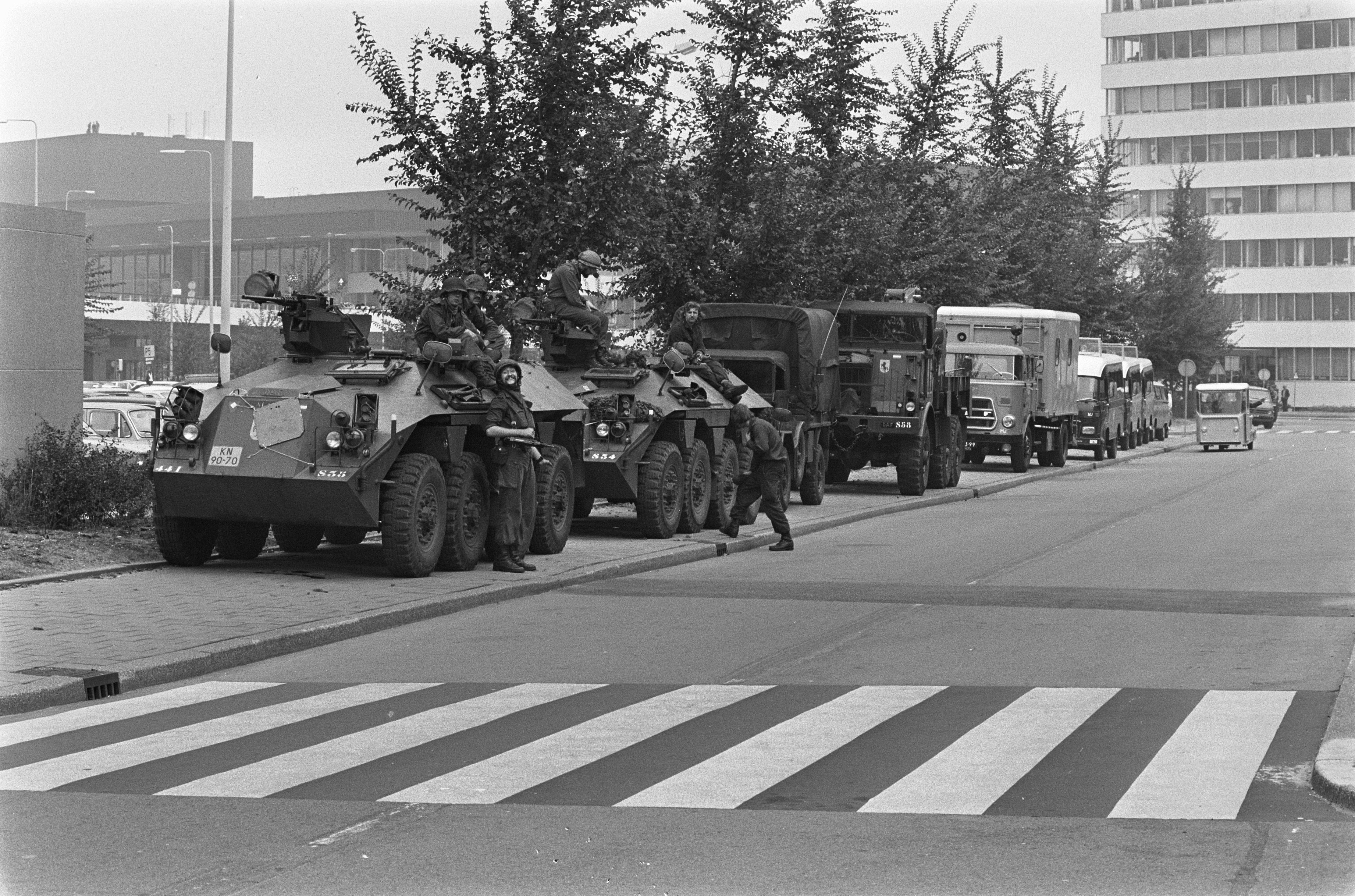
在事件中保持武装待命的装甲車和士兵
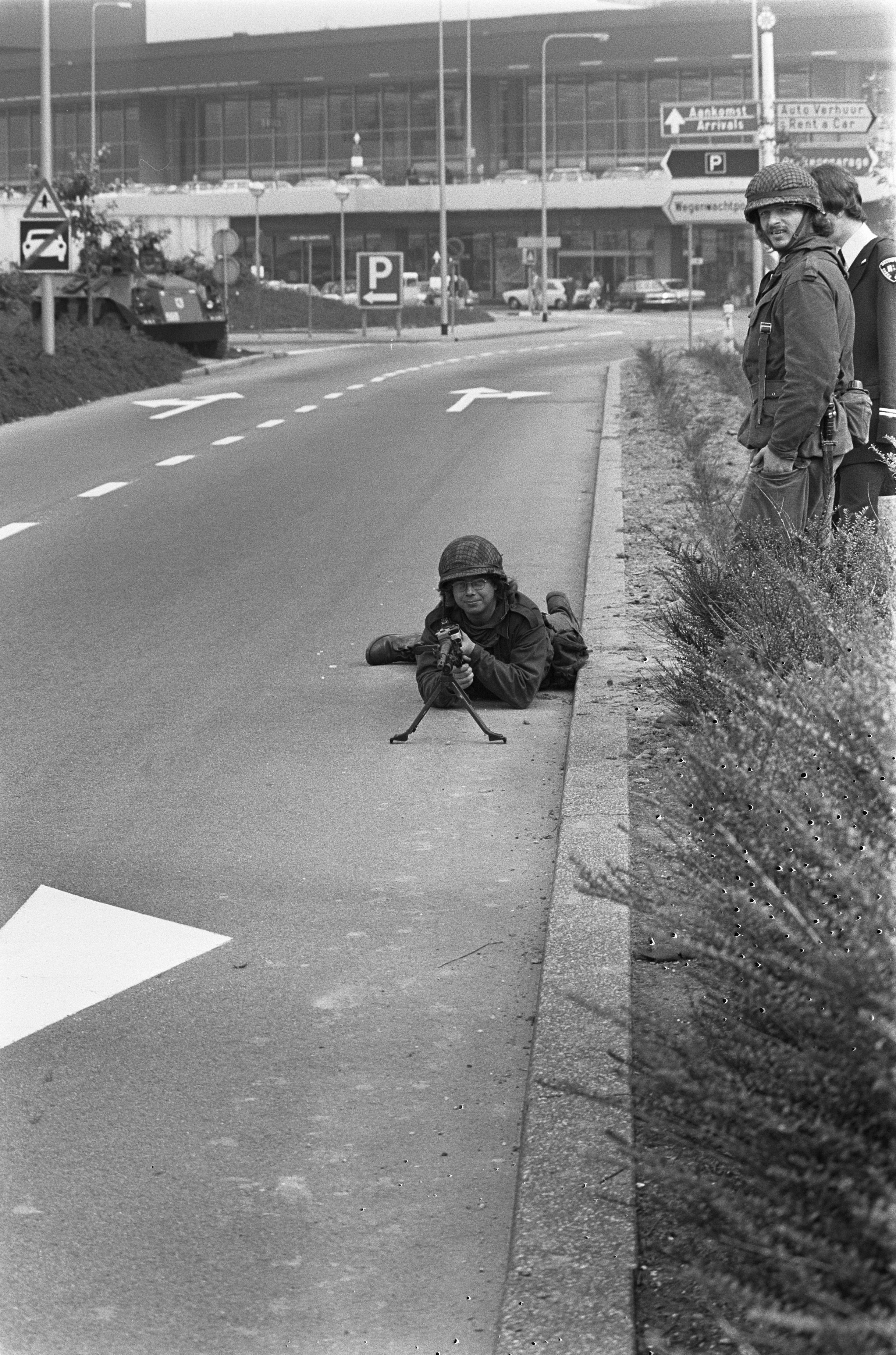
在机场手持机枪的士兵
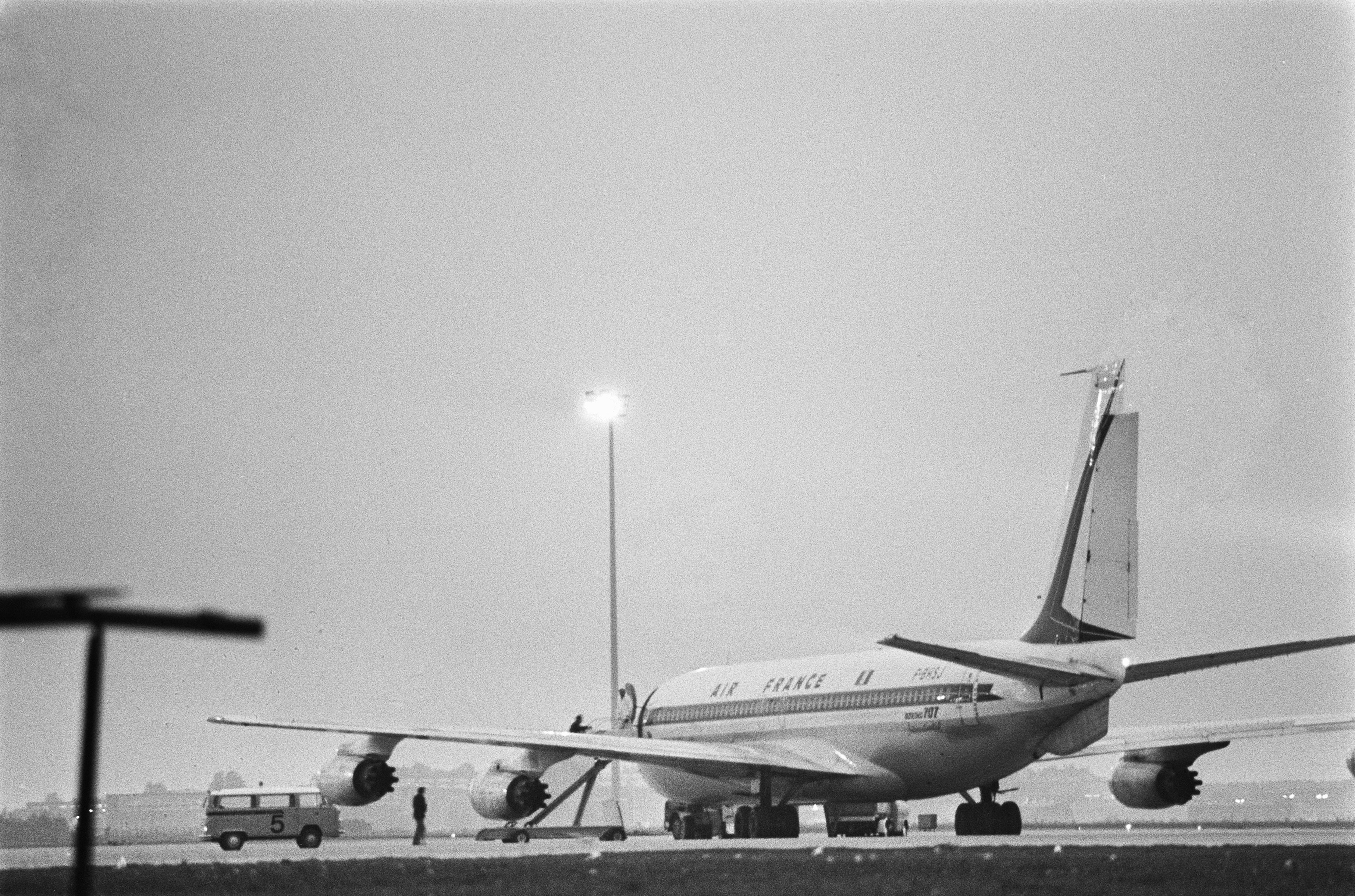
绑架团伙用于出逃的波音707客机
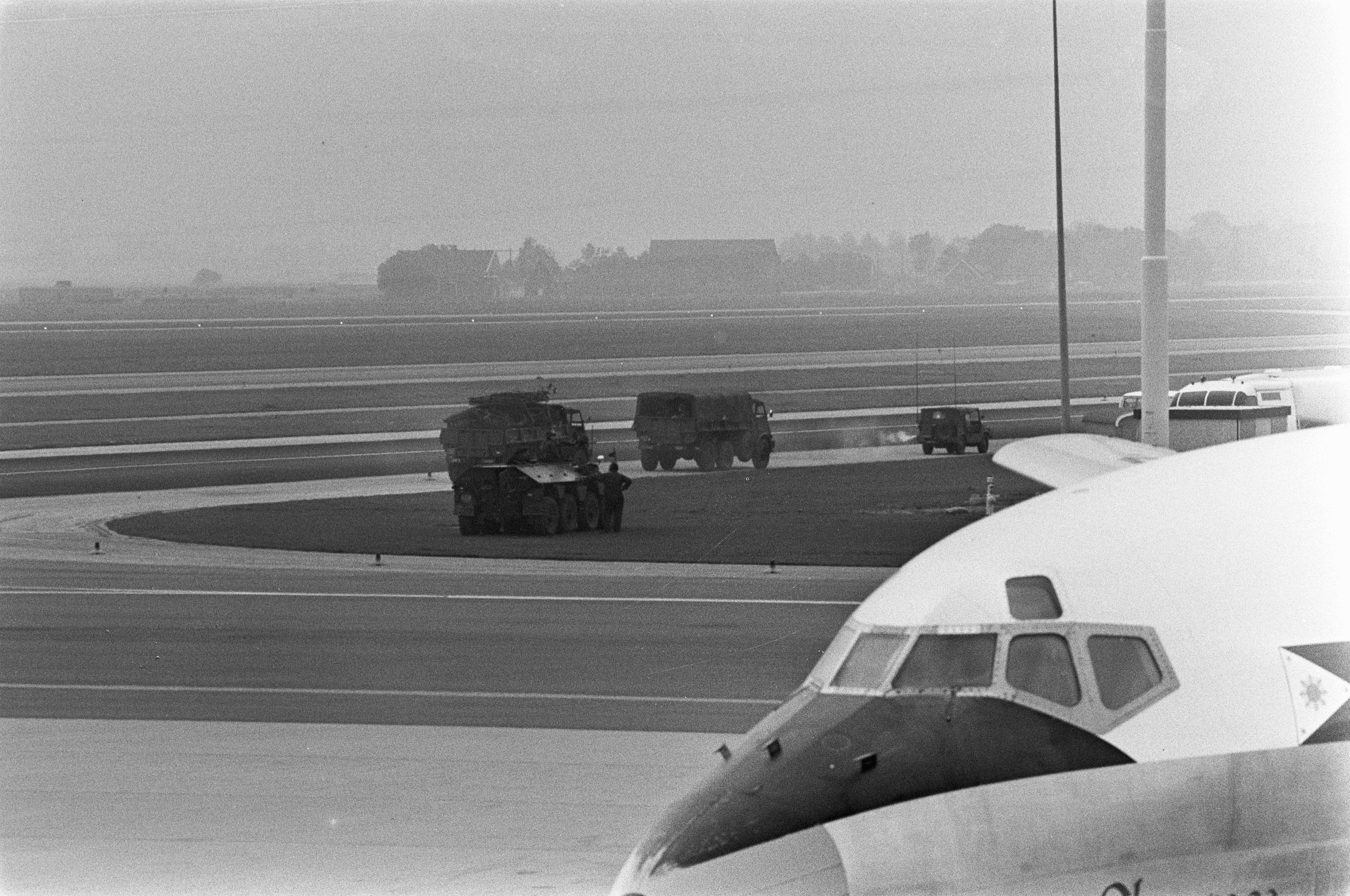
守卫在跑道附近区域的军车
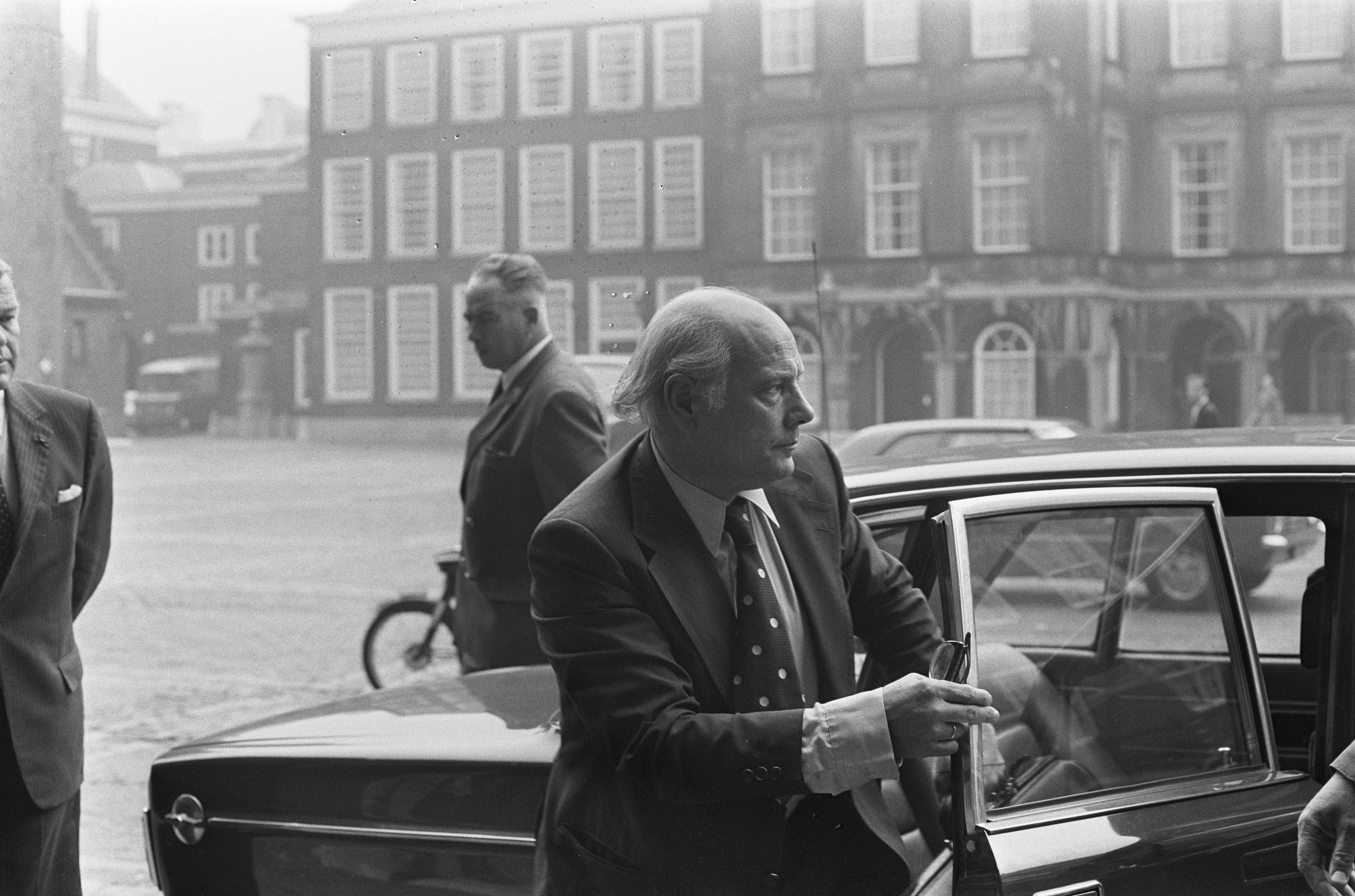
荷兰首相约普·登厄伊尔出席新闻发布会
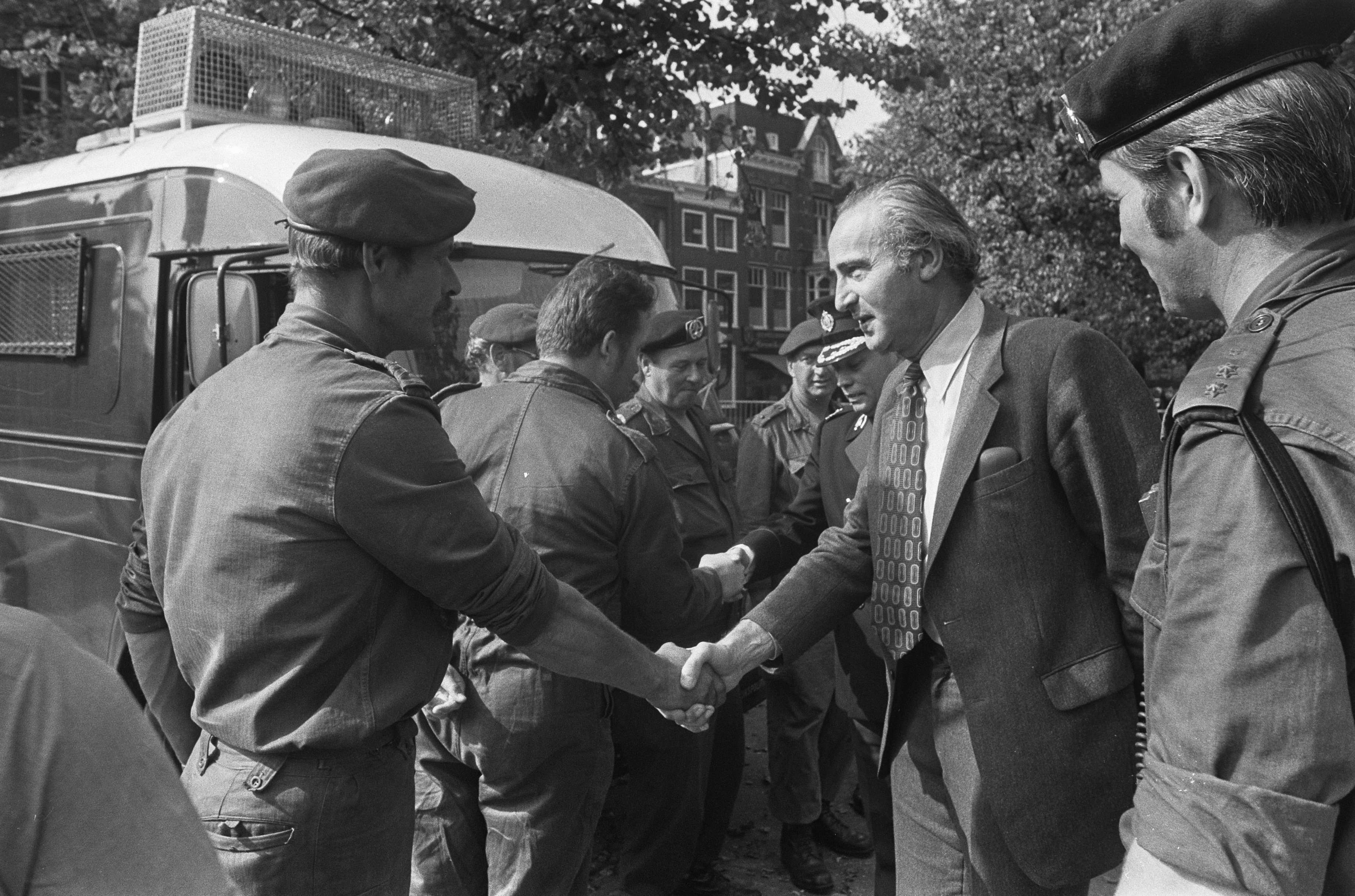
国防部长亨克·普雷德林视察事故现场
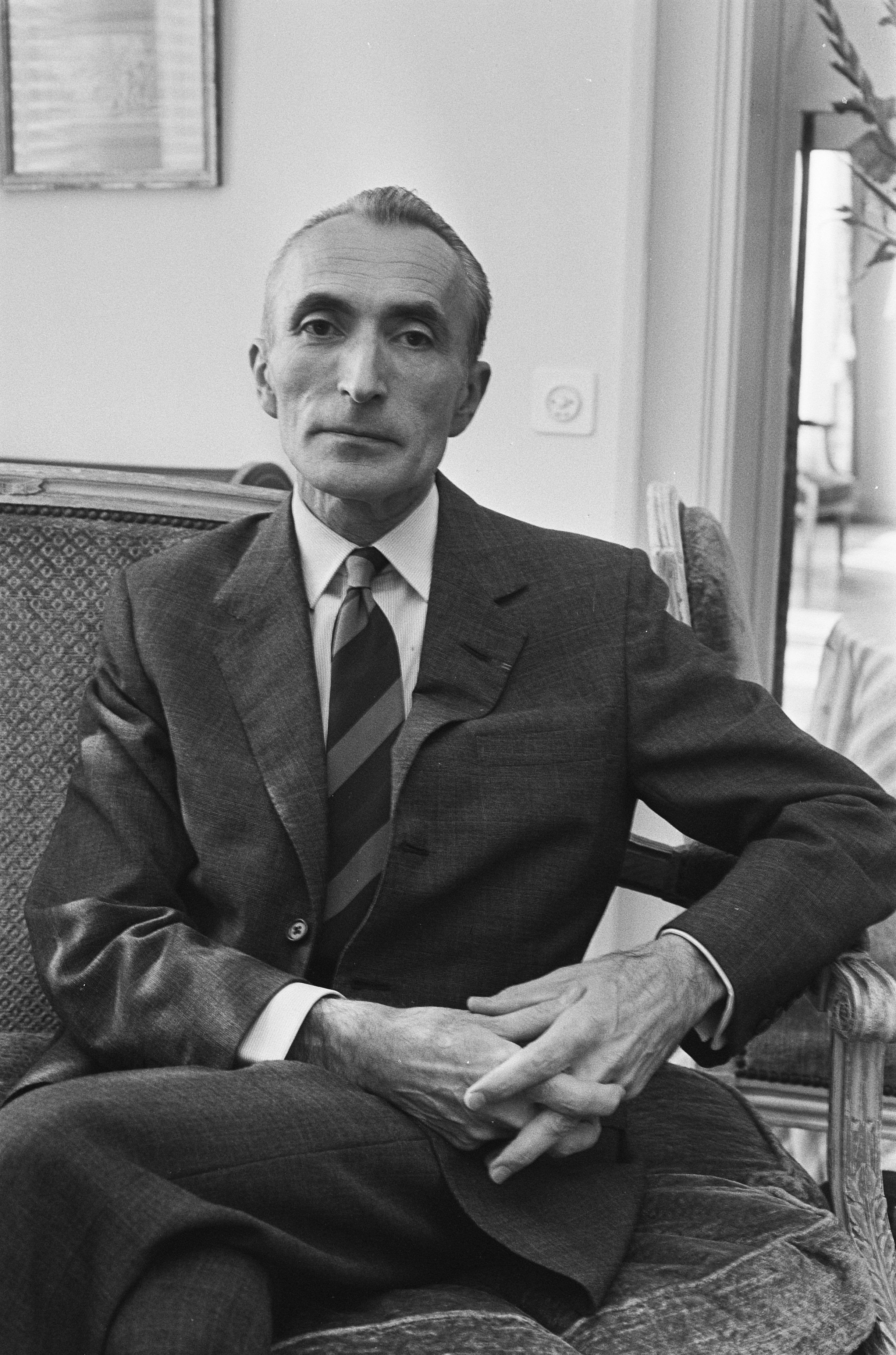
获释后的雅克·塞纳尔大使
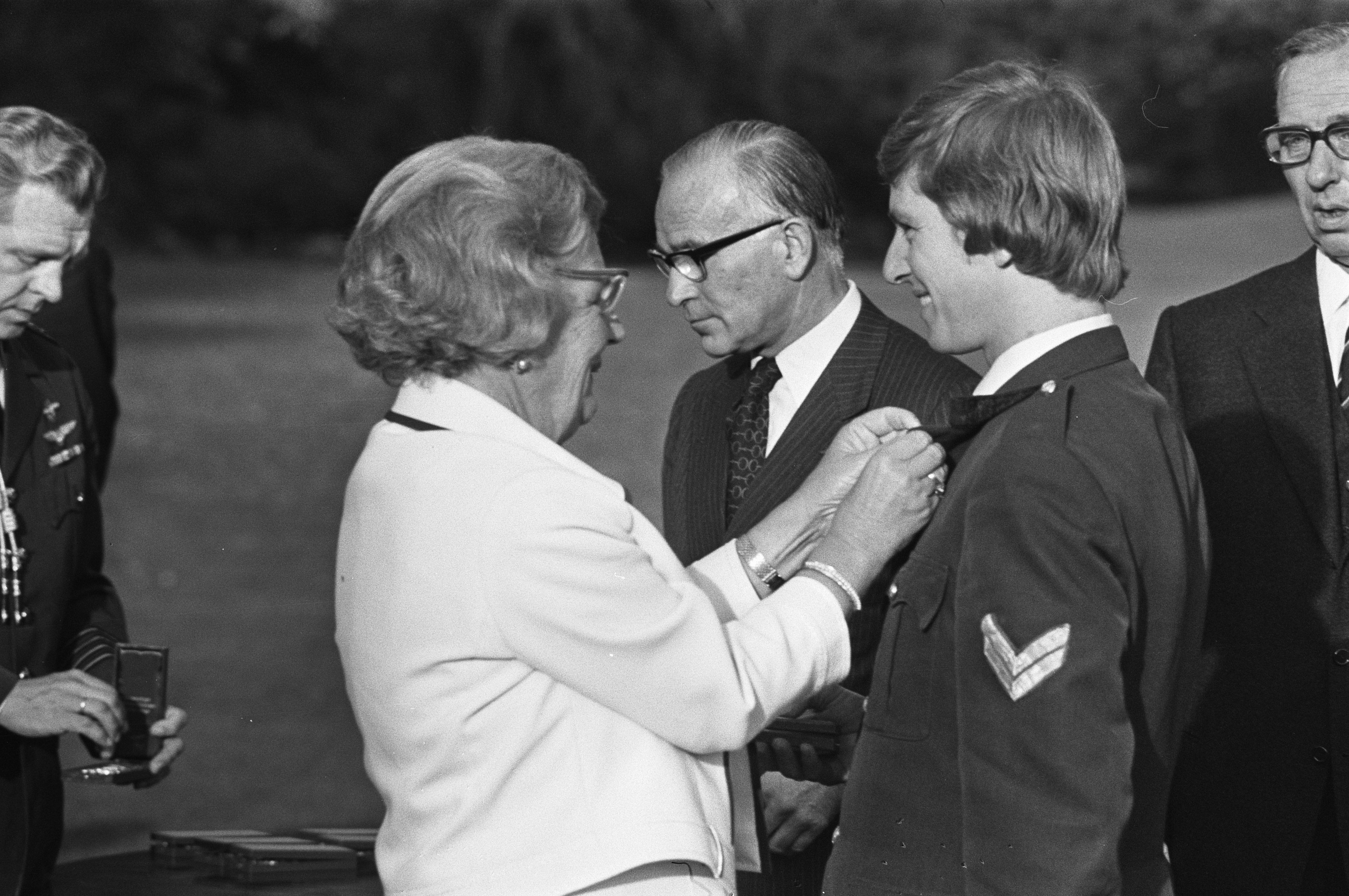
朱莉安娜女王向在事件中受伤的警察颁发奖章

## 其他
2019年起担任法国雷诺汽车公司董事长的让-多米尼克·塞纳尔，是这次事件中被劫持法国大使雅克·塞纳尔的儿子。

## 脚注
1. ↑  "Those named by Lebanese officials as having been arrested included at least three Red Army members who have been wanted for years by Japanese authorities, most notably Kōzō Okamoto, 49, the only member of the attacking group who survived the Lod Airport massacre." "Lebanon Seizes Japanese Radicals Sought in Terror Attacks" （页面存档备份，存于）, The New York Times, 19 February 1997.
2. 1 2 3 4 5 6 7  立花書房 (编).  . 立花書房. 2018: 351–352. ISBN 9784803713039.
3. 1 2 3  NTR. . Andere Tijden.   [2018-12-11]. （原始内容存档于2023-10-01） （荷兰语）.
4. ↑  France-Presse, Agence. . The Guardian. 2017-03-12  [2018-12-11]. ISSN 0261-3077. （原始内容存档于2024-06-19） （英国英语）.
5. ↑  . Andere Tijden.   [2017-01-22]. （原始内容存档于2023-10-01） （荷兰语）.
6. 1 2  . 日テレNEWS24.   [2010-04-02]. （原始内容存档于2017-11-14）.
7. ↑  Andelman, David A. . The New York Times. 7 August 1975: 1  [7 March 2023]. （原始内容存档于2023-03-07）.
8. ↑  . Beaver County Times. UPI. 9 August 1975: A-3  [7 March 2023]. （原始内容存档于2023-03-07）.
9. ↑  {{cite news|script-title=ja:赤軍の奥平純三を強制送還 テロ重要犯では初 自殺した日高の遺体も|work=朝日新聞|date=1976-10-14日|page=13版、1面}]
10. ↑  . . 2011-09-13. （原始内容存档于2018-01-12）.
11. ↑  . 共同通信. 2009-10-28. （原始内容存档于2014-01-28） –47NEWSへの転載.
12. ↑  鈴木邦男.  . 作品社. 2007: 183. ISBN 9784861821677 （日语）.
13. ↑  . 時事ドットコム. 時事通信社. 2022-05-28  [2022-05-30]. 原始内容存档于2022-05-27.
14. ↑  重松一義.   増補改訂版. 东京: 柏書房. 2007: 390. ISBN 978-4-7601-3165-5.
15. ↑  . NEWSポストセブン. 2019-02-19  [2020-08-14]. （原始内容存档于2020-03-17） （日语）.